# Албахинг
Албахинг (њем. Albaching) општина је у њемачкој савезној држави Баварска. Једно је од 46 општинских средишта округа Розенхајм. Према процјени из 2010. у општини је живјело 1.590 становника. Посједује регионалну шифру (AGS) 9187186.

## Географија
Албахинг се налази у савезној држави Баварска у округу Розенхајм. Општина се налази на надморској висини од 513 метара. Површина општине износи 18,2 km².

## Становништво
У самом мјесту је, према процјени из 2010. године, живјело 1.590 становника. Просјечна густина становништва износи 88 становника/km².